# Desidéria da Suécia
Desidéria Isabel Sibila (Solna, 2 de junho de 1938) é uma princesa sueca, a terceira filha do príncipe Gustavo Adolfo, Duque da Bótnia Ocidental e sua esposa Sibila de Saxe-Coburgo-Gota, neta do rei Gustavo VI Adolfo da Suécia e uma das irmãs mais velhas do rei Carlos XVI Gustavo.

## Casamento
Desidéria se casou com o barão Nils August Silfverschiöld em 5 de junho de 1964 na Catedral de São Nicolau de Estocolmo. Por ter se casado com alguém que não pertencia a realeza, ela perdeu o estilo de "Sua Alteza Real", recebendo de seu irmão o rei o título de cortesia "Princesa Desidéria, Baronesa Silfverschiöld". Sob a constituição sueca da época ela, como mulher, e seus descendentes não podiam entrar na linha de sucessão.
O casamento da princesa Desidéria e do barão Silfverschiöld produziu um filho e duas filhas:
- Carl Otto Edmund Silfverschiöld (22 de março de 1965). Casou-se com Maria Fredriksson, com descendência;
- Kristina-Louisa Ewa Madeleine Silfverschiöld (29 de setembro de 1966). Casou-se com Hans de Geer af Finspång, com descendência;
- Hélène Ingeborg Sibylla Silfverschiöld (20 de setembro de 1968).